# ジョージ・O・スミス
ジョージ・オリバー・スミス（George Oliver Smith、1911年4月9日 - 1981年5月27日）はアメリカ合衆国のSF作家。宇宙空間の連絡ステーションを舞台とした連作短編 Venus Equilateral シリーズが有名。

## 概要
1940年代のSFの黄金時代において、スミスはアスタウンディング誌への熱心な寄稿者であった。しかし当誌の編集者ジョン・W・キャンベルとの協力作業は、1949年に別れたキャンベルの元妻が翌1950年にスミスと結婚したことにより支障をきたした。
スミスは1960年までSF小説と短編の発表を安定して続けていた。70から80年代には一つの作品の執筆により専念し、発表した作品の数は半減したが、1980年ファースト・ファンダム・ホール・オブ・フェイム賞を受賞する。
アイザック・アシモフが創作した謎解きグループ『黒後家蜘蛛の会』のモデルとした、女人禁制の文学サークル「戸立て蜘蛛の会」 (Trap Door Spiders) のメンバーでもあった。

## 作品
スミスは Operation Interstellar (1950), Lost in Space (1959), Troubled Star (1957) など、主に外宇宙を舞台とした作品を執筆した。
長編『ブレーン・マシン』はそれまでの作品とは違い宇宙テーマのものではなく、神童というテーマをSFとして扱った作品である。

## 作品リスト
- Venus Equilateral (1947) 未訳
  - 1976年に加筆版 The Complete Venus Equilateral が出版
- Pattern for Conquest (1946) 未訳
- Nomad (1950) 未訳
- Operation Interstellar (1950) 未訳
- Hellflower (1953) 『地球発狂計画』
- Highways in Hiding (1955) 『宇宙病地帯』
  - 1957年に短縮版 Space Plague が出版
- Troubled Star (1953) 『太陽移動計画』
- Fire in the Heavens (1958)
- Path of Unreason (1958)
- The Fourth "R" (1959) 『ブレーン・マシン』
  - 1968年に The Brain Machine と改題され刊行
- Lost in Space (1959)
- The Worlds of George O. Smith (1982)